# Вршилац дужности председника
Вршилац дужности председника је особа која привремено испуњава улогу председника земље када актуелни председник није доступан (због болести или одмора) или када је место упражњено (услед смрти, озледа, оставке, отказа).